# Annette Hess
Pour les articles homonymes, voir Hess.
Annette Hess est une romancière et scénariste allemande née le 18 janvier 1967 à Hanovre. Elle est l'auteure de La Maison allemande (Actes Sud, 2019) et la scénariste de Berlin 56 et Berlin 59.